# بيل بويد
بيل بويد هو سياسي كندي، ولد في 22 أغسطس 1956 في كندا. حزبياً، نشط في حزب ساسكاتشوان ‏. وقد انتخب عضو المجلس التشريعي من ساسكاتشوان.